# International Bowl
L' International Bowl est un match de football américain de niveau universitaire d'après saison régulière. Il s'est déroulé de 2006 à 2009 et avait lieu au mois de janvier au Centre Rogers situé à  Toronto dans la Province de l'Ontario au Canada.  
Ce furent les premiers bowls d'après saison régulière à se jouer en dehors des États-Unis après le Bacardi Bowl joué à Cubal le 1er janvier 1937.

## Histoire
En 2004, un partenariat dirigé par la ville de Toronto tente de mettre sur pied l'organisation d'un bowl mais la NCAA décide plutôt d'accepter l'organisation du nouveau Poinsettia Bowl à San Diego en Californie. Toronto relance son offre en 2005 et voit sa ténacité récompensée par la NCAA qui accepte qu'un nouveau bowl y soit créé dès la fin de la saison régulière 2006. Les organisateurs signent des accords avec la Big East Conference et la Mid-American Conference, situées dans Nord et le Midwest américain (à l'exception de l'équipe de South Florida).
Les Bulls de Buffalo (champions de la Mid-American Conference) jouent le premier bowl de l'histoire de leur université lors de l'International Bowl de 2009. L'université avait en effet refusé sa seule invitation à un bowl, le Tangerine Bowl de 1958, parce que les joueurs noirs de leur équipe n'auraient pas été autorisés à y jouer.
Les organisateurs n'ayant pu renouveler les contrats avec les membres de la Big East Conference (ces derniers s'étant liés avec les organisateurs du Pinstripe Bowl) ni avec les équipes de la Mid-American (qui se lient avec l'Humanitarian Bowl), l'International Bowl ne fut plus joué après l'édition de 2010,. 
Il n'y eut donc que quatre éditions, toutes remportées par plus de 18 points (à l'exception du 1er match) par les équipes issues de la Big East Conference.

## Palmarès
| Dates          | Vainqueurs                 | Finalistes                   | Scores  | Spectateurs |
| -------------- | -------------------------- | ---------------------------- | ------- | ----------- |
| 6 janvier 2007 | Bearcats de Cincinnati     | Broncos de Western Michigan  | 27 - 24 | 26 717      |
| 5 janvier 2008 | Scarlet Knights de Rutgers | Cardinals de Ball State      | 52 - 30 | 31 455      |
| 3 janvier 2009 | Huskies du Connecticut     | Bulls de Buffalo             | 38 - 20 | 40 184      |
| 2 janvier 2010 | Bulls de South Florida     | Huskies de Northern Illinois | 27 - 03 | 22 185      |

## Meilleurs joueurs
| Saisons | Joueurs               | Équipes                    | Postes |
| ------- | --------------------- | -------------------------- | ------ |
| 2007    | Dominick Goodman (en) | Bearcats de Cincinnati     | WR     |
| 2008    | Ray Rice              | Scarlet Knights de Rutgers | RB     |
| 2009    | Donald Brown          | Huskies du Connecticut     | RB     |
| 2010    | Mike Ford             | Bulls de South Florida     | RB     |

## Statistiques par Équipes
| Rangs | Équipes                   | Apparitions | Records |
| ----- | ------------------------- | ----------- | ------- |
| 1     | Cincinnati Bearcats       | 1           | 1–0     |
| 1     | Connecticut Huskies       | 1           | 1–0     |
| 1     | Rutgers Scarlet Knights   | 1           | 1–0     |
| 1     | South Florida Bulls       | 1           | 1–0     |
| 5     | Ball State Cardinals      | 1           | 0–1     |
| 5     | Buffalo Bulls             | 1           | 0–1     |
| 5     | Northern Illinois Huskies | 1           | 0–1     |
| 5     | Western Michigan Broncos  | 1           | 0–1     |